# اچ‌ام‌اس ریپالس (۱۹۱۶)
اچ‌ام‌اس ریپالس (۱۹۱۶) (به انگلیسی: HMS Repulse (1916)) یک کشتی بود که طول آن ۷۵۰ فوت ۲ اینچ (۲۲۸٫۷ متر) بود. این کشتی در سال ۱۹۱۶ ساخته شد.